# エドガール・ルブラン・フィス
エドガール・ルブラン・フィス（仏: Edgard Leblanc Fils, 1955年8月18日 - ）は、ハイチの政治家。2024年4月から大統領代行機関である暫定大統領評議会のメンバーを務め、同年4月25日から10月7日まで議長を務めた。1995年から5年間、上院議長を歴任。

## 経歴
1955年にミラゴアーヌで誕生し、ハイチ大学を卒業。1979年から1991年まで公共事業省で輸送担当として勤務。1982年から2年間、ニューヨークの交通専門学校で経済学と輸送管理の学位を取得後、1990年にケレタロ交通研究所を卒業。
2016年2月10日のミシェル・マテリ大統領の辞任に伴い、フィスは2016年2月に行われた暫定大統領選挙に出馬。ジョサラーム・プリバートとの決選投票で敗北。当時はプリバート暫定大統領の首相候補者の1人に指名された。しかし、フリッツ・ジャン（後の暫定大統領評議会メンバー）が首相に選出されることになる。
2022年1月30日、大統領選挙の早期実施を定めたモンタナ協定をアリエル・アンリと共に締結している。
2024年4月25日、アリエル・アンリ政権崩壊を受けて設立された暫定大統領評議会のメンバーとなる。同月30日には、暫定大統領評議会議長に選出された。議長としての任期は同年10月7日までである。しかし汚職疑惑が持ち上がったため輪番制の順番が入れ替えられ、10月7日にはスミス・オーギュスタンを飛ばしてレスリー・ヴォルテールが選出された。しかしフィスは汚職事件が未解決であることを理由に政権移譲の署名を拒否している。11月10日には大統領評議会がギャリー・コニーユを首相から解任する決議を可決したが、フィスは反対した。